# Europees kampioenschap schaatsen vrouwen 1987
De twaalfde editie van het Europees kampioenschap schaatsen voor vrouwen, georganiseerd door de Internationale Schaatsunie (ISU), vond voor de zesde keer in Nederland plaats. Na vier keer Thialf werd deze editie, net als in 1985, aan Groningen toegewezen, alwaar op de buitenijsbaan in het Stadspark op 17 en 18 januari 1987 het kampioenschap over de kleine vierkamp (500-3000-1500-5000 meter) werd verreden.

## Deelname
Achtentwintig deelneemsters, een evenaring van de recorddeelname uit 1971 en 1983, uit een recordaantal van twaalf landen namen aan dit kampioenschap deel. Elf landen, Nederland (4), de DDR (4), Sovjet-Unie (4), Polen (3), Finland (2), Frankrijk (2), Noorwegen (2), West-Duitsland (2), Zweden (2), Joegoslavië (1) en Oostenrijk (1), waren ook vertegenwoordigd op het EK in 1986. Italië nam na 1983 en 1984 voor de derde keer deel aan het EK. Acht vrouwen debuteerden op dit kampioenschap.
De Oost-Duitse Andrea Ehrig-Mitscherlich veroverde haar derde Europese titel op rij en trad daarmee in de voetsporen van Atje Keulen-Deelstra die dit resultaat van 1972-1974 boekte. Met haar eerder behaalde titel in 1983 werd ze met vier titels recordhoudster. Ze was de eerste Europees kampioene die de titel behaalde met vier afstand overwinningen. Met haar totaal van dertien afstandmedailles passeerde ze ook Nina Statkevitsj uit de Sovjet-Unie die in de periode 1970-1974 elf afstandmedaille behaalde.
Voor het derde opeenvolgende jaar ook werd ze op het erepodium op plaats twee geflankeerd door Yvonne van Gennip, die hiermee de prestatie van Karin Enke (1981-1983) evenaarde. De Oost-Duitse debutante Jacqueline Börner legde beslag op de derde positie.
Achter Van Gennip eindigde van de Nederlandse vrouwen alleen Marieke Stam in de top tien, zij werd negende. Grietje Mulder eindigde op de elfde plaats en debutante Petra Moolhuizen eindigde op de zeventiende plaats.

## Afstandmedailles
Van de Nederlandse delegatie behaalde Yvonne van Gennip als enige afstandmedailles. Ze behaalde brons op de 1500 meter en zilver op de 3000 en 5000 meter.
De afvaardiging van de Sovjet-Unie ging voor de tweede keer zonder een medaille, zowel in het eindklassement als een afstandsmedaille, terug naar huis. De vorige keer was in 1985, toen het kampioenschap ook in Groningen plaatsvond.
| Afstand | Goud                      | Zilver               | Brons             |
| ------- | ------------------------- | -------------------- | ----------------- |
| 500m    | Andrea Ehrig-Mitscherlich | Edel Therese Høiseth | Jacqueline Börner |
| 1500m   | Andrea Ehrig-Mitscherlich | Jacqueline Börner    | Yvonne van Gennip |
| 3000m   | Andrea Ehrig-Mitscherlich | Yvonne van Gennip    | Heike Schalling   |
| 5000m   | Andrea Ehrig-Mitscherlich | Yvonne van Gennip    | Heike Schalling   |

## Klassement
Achter de namen staat tussen haakjes bij meervoudige deelname het aantal deelnames.
| #      | Naam                              | Punten  | 500m       | 3000m        | 1500m        | 5000m        |
| ------ | --------------------------------- | ------- | ---------- | ------------ | ------------ | ------------ |
| Goud   | Andrea Schöne-Mitscherlich (5)    | 178,507 | 42,91 (1)  | 4.32,32 (1)  | 2.09,90 (1)  | 7.49,11 (1)  |
| Zilver | Yvonne van Gennip (4)             | 180,836 | 43,28 (5)  | 4.35,76 (2)  | 2.12,80 (3)  | 7.53,30 (2)  |
| Brons  | Jacqueline Börner                 | 182,425 | 43,05 (3)  | 4.38,14 (4)  | 2.12,74 (2)  | 8.07,73 (7)  |
| 4      | Natalja Artamonova-Kurova (2)     | 184,613 | 43,26 (4)  | 4.44,70 (8)  | 2.15,74 (5)  | 8.06,57 (5)  |
| 5      | Heike Schalling (4)               | 184,823 | 45,64 (24) | 4.36,24 (3)  | 2.16,29 (9)  | 7.57,22 (3)  |
| 6      | Jelena Lapoega (2)                | 185,117 | 44,40 (10) | 4.42,49 (6)  | 2.14,93 (8)  | 8.06,60 (6)  |
| 7      | Gabi Schönbrunn (7)               | 185,393 | 45,40 (21) | 4.38,32 (5)  | 2.17,57 (4)  | 7.57,51 (4)  |
| 8      | Annette Carlén-Karlsson (7)       | 186,993 | 44,13 (8)  | 4.44,83 (10) | 2.15,81 (6)  | 8.21,22 (11) |
| 9      | Marieke Stam (2)                  | 187,729 | 44,08 (7)  | 4.48,42 (13) | 2.16,56 (10) | 8.20,59 (10) |
| 10     | Ljoedmila Titova                  | 188,044 | 45,01 (16) | 4.44,53 (7)  | 2.18,15 (12) | 8.15,63 (9)  |
| 11     | Grietje Mulder (2)                | 188,856 | 45,06 (18) | 4.49,76 (14) | 2.15,99 (7)  | 8.21,73 (12) |
| 12     | Marie-France van Helden-Vives (4) | 189,231 | 45,18 (19) | 4.50,50 (16) | 2.16,25 (8)  | 8.22,19 (13) |
| 13     | Elena Belci (2)                   | 190,074 | 44,64 (13) | 4.48,11 (12) | 2.21,41 (20) | 8.22,80 (14) |
| 14     | Nadezhda Vasiljeva                | 190,193 | 47,02 (26) | 4.44,77 (9)  | 2.19,68 (15) | 8.11,52 (8)  |
| 15     | Emese Nemeth-Hunyady (3)          | 190,393 | 44,25 (9)  | 4.51,93 (17) | 2.18,50 (13) | 8.33,22 (16) |
| 16     | Minna Nystedt (3)                 | 191,698 | 45,24 (20) | 4.50,15 (15) | 2.21,21 (18) | 8.30,67 (15) |
| NC17   | Petra Moolhuizen                  | 138,249 | 44,42 (11) | 4.44,92 (11) | 2.19,03 (14) |              |
| NC18   | Edel Therese Høiseth (5)          | 140,718 | 42,98 (2)  | 5.05,45 (25) | 2.20,49 (17) |              |
| NC19   | Lidia Olcon (2)                   | 140,807 | 43,75 (6)  | 4.59,47 (23) | 2.21,44 (21) |              |
| NC20   | Hanne Steeg                       | 141,583 | 45,53 (22) | 4.55,56 (22) | 2.20,38 (16) |              |
| NC21   | Aila Tartia (7)                   | 141,753 | 45,03 (17) | 4.54,78 (21) | 2.22,78 (24) |              |
| NC22   | Angelika Haßmann (5)              | 142,249 | 45,55 (23) | 4.54,22 (19) | 2.22,99 (25) |              |
| NC23   | Małgorzata Tomporowska            | 142,292 | 45,70 (25) | 4.54,64 (20) | 2.22,46 (22) |              |
| NC24   | Maila Lehtimäki (5)               | 144,019 | 44,61 (12) | 5.11,12 (12) | 2.22,67 (23) |              |
| NC25   | Stéphanie Dumont                  | 144,214 | 44,90 (15) | 5.02,75 (24) | 2.26,57 (27) |              |
| NC26   | Iwona Iwanaszko                   | 144,307 | 44,86 (14) | 5.07,03 (26) | 2.24,83 (26) |              |
| dq     | Bibija Kerla (2)                  | 109,796 | 48,63 (dq) | 5.41,48 (28) | 2.38,65 (28) |              |
| dq     | Jasmin Krohn (3)                  | 95,878  | - (dq)     | 4.52,79 (18) | 2.21,19 (19) |              |

dq = gediskwalificeerd